# Archamia mozambiquensis
Archamia mozambiquensis (Afrikaans Mosambiekse kardinaal) is een straalvinnige vissensoort uit de familie van kardinaalbaarzen (Apogonidae). De wetenschappelijke naam van de soort is voor het eerst geldig gepubliceerd in 1961 door Smith. De vis komt in Zuid-Afrika en Mozambique redelijk veel voor, tussen koraalriffen en zeewier tot 15 meter diep.